# Narcao
Narcao (sardisk: Narcàu) er en by og en kommune (comune) i provinsen Sud Sardegna i regionen Sardinien i Italien. Byen ligger i 125 meters højde og har 3.300 indbyggere (2016). Kommunen har et areal på 85,88 km² og grænser til kommunerne Carbonia, Iglesias, Nuxis, Perdaxius, Siliqua, Villamassargia og Villaperuccio.